# Prasocuris flavocincta
Prasocuris flavocincta es una especie de insecto coleóptero de la familia Chrysomelidae.
Fue descrita científicamente en 1832 por Brullé.